# Captain Jack (zespół muzyczny)
Captain Jack – niemiecki zespół eurodance powstały w Niemczech w 1995 roku.
Jego członkami (od 2000) byli Francisco Alejandro Gutierrez (pseudonim: Franky Gee) oraz Sunny. Pierwotnie, podczas debiutu w 1995, wokalistką była Liza da Costa, zastąpiona w 1999 przez Marię Lucię „Maloy” Lozanes, którą w 2001 roku zastąpiła Ilka-Anna-Antonia Traue (pseudonim: Illi Love).
Muzyka oraz postać Captain Jacka była stylizowana na wzór treningu wojskowego. Kostium Franky’ego składał się z munduru wojskowego, z czerwonym nakryciem głowy, jaki noszą amerykańscy Marines. Franky wybrał ten styl ze względu na służbę w Armii Stanów Zjednoczonych. Gdy jego armia zakończyła stacjonowanie w Niemczech, Franky postanowił zostać i rozpoczął solową karierę pod pseudonimem Westside.
Grupa zdobyła 19 złotych i platynowych płyt w Europie.
Grupa zawiesiła działalność w wyniku śmierci Frankiego spowodowanej krwotokiem śródmózgowym, która nastąpiła po 5 dniach przebywania w śpiączce, 22 października 2005 roku.
Po śmierci Frankiego zespół wydał składankę Greatest Hits w 2005 roku, którą promował utwór Capitano, a później zawiesił działalność. Powrócili w 2008 roku z singlem Turkish Bazar, który promuje ich nowy album Captain Jack Is Back oraz ukazała się nowa wersja utworu Captain Jack w wykonaniu Johna Le DJ. W maju 2010 wydano singel Deutschland Schiess Ein Tor jako niemiecki hymn Mistrzostw świata w piłce nożnej w RPA 2010. 22 kwietnia 2011 roku ukazał się nowy album grupy Back To The Dancefloor album jest promowany przez singel People Like To Party, który został wydany jeszcze w 2010 roku.

## Dyskografia

### Albumy studyjne
| Rok  | Tytuł                                  | Certyfikat     |
| ---- | -------------------------------------- | -------------- |
| 1996 | The Mission                            | - POL: platyna |
| 1997 | Operation Dance                        |                |
| 1999 | The Captain's Revenge                  |                |
| 2001 | Top Secret                             |                |
| 2002 | Party Warriors: The Playhit Collection |                |
| 2003 | Cafe Cubar                             |                |
| 2004 | Music Instructor                       |                |
| 2008 | Captain Jack Is Back                   |                |
| 2011 | Back To The Dancefloor                 |                |

### Inne Albumy
| Rok  | Tytuł           | Rodzaj     |
| ---- | --------------- | ---------- |
| 1997 | 18 Soldier Hits | kompilacja |
| 1998 | The Race EP     | EP         |
| 2001 | Captain's Best  | kompilacja |
| 2005 | Greatest Hits   | kompilacja |

### Single
| Rok  | Tytuł                             | Album                                  | GER | AUT | SWI | BEL | NLD | FIN | NOR | SWE |
| ---- | --------------------------------- | -------------------------------------- | --- | --- | --- | --- | --- | --- | --- | --- |
| 1995 | Captain Jack                      | The Mission                            | 3   | 6   | 6   | 2   | 1   | –   | 5   | 50  |
| 1996 | Drill Instructor                  | The Mission                            | 4   | 6   | 13  | 2   | 1   | 7   | –   | 59  |
| 1996 | Soldier Soldier                   | The Mission                            | 11  | 13  | 12  | 21  | 3   | 6   | –   | –   |
| 1996 | Little Boy                        | The Mission                            | 27  | 31  | 50  | 46  | 10  | 16  | –   | –   |
| 1996 | Another The Bites The Dust        | singel promo                           | 61  | 33  | –   | 41  | 14  | 5   | –   | –   |
| 1996 | Hammersmashed Face                | singel promo                           | –   | –   | –   | –   | –   | –   | –   | –   |
| 1997 | Together And Forever              | Operation Dance                        | –   | 30  | –   | 49  | 30  | 9   | –   | –   |
| 1997 | Holiday                           | Operation Dance                        | –   | –   | –   | –   | –   | –   | –   | –   |
| 1999 | Dream A Dream                     | The Captain's Revenge                  | –   | –   | –   | –   | –   | –   | –   | –   |
| 1999 | Get Up (feat. The Gipsy Kings)    | The Captain's Revenge                  | 23  | –   | –   | –   | 68  | –   | –   | –   |
| 1999 | Only You                          | singel promo                           | –   | –   | –   | –   | –   | –   | –   | –   |
| 2000 | In The Navy                       | singel promo                           | –   | –   | –   | –   | –   | –   | –   | –   |
| 2001 | Iko Iko                           | Top Secret                             | 22  | 16  | 62  | –   | –   | –   | –   | –   |
| 2001 | Say Captain Say Wot               | Top Secret                             | –   | –   | –   | –   | –   | –   | –   | –   |
| 2001 | Don't Haha                        | singel promo                           | –   | –   | –   | –   | –   | –   | –   | –   |
| 2002 | Give It Up                        | Party Warriors: The Playhit Collection | 61  | –   | –   | –   | –   | –   | –   | –   |
| 2003 | Centerfold                        | Party Warriors: The Playhit Collection | –   | –   | –   | –   | –   | –   | –   | –   |
| 2003 | Viva La Vida                      | Cafe Cubar                             | 80  | –   | –   | –   | –   | –   | –   | –   |
| 2003 | Volare                            | Cafe Cubar                             | –   | –   | –   | –   | –   | –   | –   | –   |
| 2004 | Miss Ibiza                        | Cafe Cubar                             | –   | –   | –   | –   | –   | –   | –   | –   |
| 2004 | Samba Brazil                      | Music Instructor                       | –   | –   | –   | –   | –   | –   | –   | –   |
| 2004 | Hands Up                          | Music Instructor                       | –   | –   | –   | –   | –   | –   | –   | –   |
| 2005 | Capitano                          | Greatest Hits                          | –   | –   | –   | –   | –   | –   | –   | –   |
| 2008 | Captain Jack 2008 (vs John Le DJ) | singel promo                           | –   | –   | –   | –   | –   | –   | –   | –   |
| 2008 | Turkish Bazar                     | Captain Jack Is Back                   | –   | –   | –   | –   | –   | –   | –   | –   |
| 2009 | Hit The Road Jack                 | Captain Jack Is Back                   | –   | –   | –   | –   | –   | –   | –   | –   |
| 2009 | Push It Up                        | Captain Jack Is Back                   | –   | –   | –   | –   | –   | –   | –   | –   |
| 2010 | Deutschland Schiess Ein Tor       | singel promo                           | –   | –   | –   | –   | –   | –   | –   | –   |
| 2010 | People Like To Party              | Back To The Dancefloor                 | –   | –   | –   | –   | –   | –   | –   | –   |
| 2017 | In The Army Now                   | singel promo                           |     |     |     |     |     |     |     |     |